# テレビまんが懐かしのB面コレクションシリーズ
テレビまんが懐かしのB面コレクションシリーズ（テレビまんがなつかしのBめんコレクションシリーズ）は、日本コロムビアからリリースされているアニメソングのコンピレーション・アルバムである。2021年現在、第6集までリリースされている。『テレビまんが主題歌のあゆみシリーズ』の姉妹作にあたる。

## 概要
- コロムビアからリリースされたアニメソングのうち『テレビまんが主題歌のあゆみシリーズ』に収録された楽曲がシングルレコード・CDで初リリースされた時のB面曲を年代順に収録している。
- 1988年に第1集～第3集までがリリースされ、その後1990年に第4集、1996年に第5集、1998年に第6集がリリースされた。
- 2006年2月22日に第1集～第3集がデジタル・リマスター仕様で低価格で再発売され、続く同年6月21日に第4集～第6集がデジタル・リマスター仕様で低価格で再発売された。
- 『主題歌のあゆみ』と同様、歌詞カードには歌詞の他、各作品の放送期間、総本数、スタッフ、メイン・キャストが記されている。
- エンディングテーマが複数回変更された作品は、原則として初代のエンディングテーマのみの収録だが、新たなシリーズとしてリニューアル、もしくはリメイク版が制作された作品は、そちらのほうのエンディングテーマも収録されている。
- 『B面コレクション』であるためエンディングテーマが基本的に存在しない作品では、主にその作品の挿入歌、イメージソングが収録される。
- レコードB面で2曲以上収録されている作品は、1曲目に収録されている方が本シリーズに収録されているため、実際のエンディングテーマとは異なる作品も存在する[1]。

## 作品
収録曲などは当該項を参照。
| シリーズ | リリース       | タイトル                                        | 規格 | 販売生産番号                          |
| 第1集    | 1988年2月21日  | テレビまんが懐かしのB面コレクション             | 2CD  | 56CC-2463～4 COCX-33556～7（再発盤）  |
| 第2集    | 1988年9月1日   | 続・テレビまんが懐かしのB面コレクション         | 2CD  | 56CC-2576～7 COCX-33558～9（再発盤）  |
| 第3集    | 1988年12月21日 | 続々・テレビまんが懐かしのB面コレクション       | 2CD  | 56CC-3012～3 COCX-33560～1（再発盤）  |
| 第4集    | 1990年3月21日  | 続々々・テレビまんが懐かしのB面コレクション     | 2CD  | CC-4675～6 COCX-33752～3（再発盤）    |
| 第5集    | 1996年2月21日  | 続々々々・テレビまんが懐かしのB面コレクション   | 2CD  | COCC-13205～6 COCX-33754～5（再発盤） |
| 第6集    | 1998年1月21日  | 続々々々々・テレビまんが懐かしのB面コレクション | 2CD  | COCC-14783～4 COCX-33756～7（再発盤） |